# Гугов, Мурат Анзорович
Мурат Анзорович Гугов (род. 25 июня 1990, Баксан, Кабардино-Балкарская АССР) — российский самбист, бронзовый призёр чемпионатов России по боевому самбо, мастер спорта России. Чемпион мира по грэпплингу. Боец смешанных единоборств, финалист Grand-Prix Berkut (2019) в тяжёлом весе.

## Спортивные результаты

### Смешанные единоборства
- Grand-Prix Berkut (2019) в тяжёлом весе —

### Боевое самбо
- Чемпионат России по боевому самбо 2011 года — ;
- Чемпионат России по боевому самбо 2013 года — ;
- Чемпионат МВД России по боевому самбо 2014 года — [3];
- Чемпионат МВД России по боевому самбо 2016 года — [4];

## Статистика ММА
| Боёв 12         | Побед 8 | Поражений 4 |
| --------------- | ------- | ----------- |
| Нокаутом        | 4       | 1           |
| Сдачей          | 4       | 0           |
| Решением        | 0       | 3           |
| Ничьи           | 0       | 0           |
| Не состоявшихся | 0       | 0           |

| Результат | Рекорд | Соперник           | Способ                                                | Турнир                                                     | Дата             | Раунд | Время | Место                   | Примечание                              |
| --------- | ------ | ------------------ | ----------------------------------------------------- | ---------------------------------------------------------- | ---------------- | ----- | ----- | ----------------------- | --------------------------------------- |
| Победа    | 8-4    | Дмитрий Микуца     | Техническим сабмишном (удушение ручным треугольником) | ACA 134: Багов — Кошкин                                    | 17 декабря 2021  | 3     | 4:14  | Краснодар, Россия       |                                         |
| Поражение | 7-4    | Иван Штырков       | Решением (раздельным)                                 | ACA 120: Фроес — Хасбулаев                                 | 26 марта 2021    | 3     | 5:00  | Санкт-Петербург, Россия |                                         |
| Поражение | 7-3    | Муслим Магомедов   | Решением (раздельным)                                 | ACA 115: Исмаилов — Штырков                                | 13 декабря 2020  | 3     | 5:00  | Москва, Россия          |                                         |
| Победа    | 7-2    | Алексей Сидоренко  | Нокаутом (удары)                                      | ACA 111: Абдулвахабов — Сарнавский                         | 19 сентября 2020 | 1     | 1:12  | Москва, Россия          |                                         |
| Победа    | 6-2    | Магомед Алибеков   | Сабмишном (удушение Иезекииля)                        | BYE 9 Berkut Young Eagles: Yasaev vs. Yarogiev             | 24 августа 2019  | 1     | 2:20  | Нальчик, Россия         |                                         |
| Поражение | 5-2    | Адлан Ибрагимов    | Решением (единогласным)                               | BYE 8 Grand-Prix Berkut Finals                             | 23 марта 2019    | 5     | 5:00  | Грозный, Россия         | Финал Grand-Prix Berkut в тяжёлом весе. |
| Победа    | 5-1    | Даниял Эльбаев     | Сабмишном (удушение север-юг)                         | BYE 7 2018 Berkut Young Eagles Grand Prix Semifinals       | 22 декабря 2018  | 1     | 1:03  | Толстой-Юрт, Россия     |                                         |
| Победа    | 4-1    | Ризван Лиев        | Техническим нокаутом (удары)                          | BYE 6 2018 Berkut Young Eagles Grand Prix: Quarterfinals 2 | 27 октября 2018  | 1     | 1:10  | Толстой-Юрт, Россия     |                                         |
| Победа    | 3-1    | Александр Столяров | Техническим нокаутом (удары)                          | BYE 4 2018 Berkut Young Eagles Grand Prix: Opening Round 4 | 29 апреля 2018   | 1     | 0:18  | Толстой-Юрт, Россия     |                                         |
| Победа    | 2-1    | Евгений Гончаров   | Техническим нокаутом (удары)                          | CFC 1 Circassian Fighting Championship 1                   | 11 марта 2018    | 1     | 1:01  | Сочи, Россия            |                                         |
| Победа    | 1-1    | Анзор Шахмурзаев   | Сабмишном (удушение плечом)                           | ACB 58 Young Eagles 17                                     | 22 апреля 2017   | 2     | 0:32  | Хасавюрт, Россия        |                                         |
| Поражение | 0-1    | Мохамед Али        | Техническим нокаутом (удары)                          | RFC 1 — Beirut                                             | 9 марта 2012     | 1     | 3:00  | Бейрут, Ливан           | Дебют в проф. ММА в тяжёлом весе.       |